# The Dude (album Quincy Jones)
The Dude è un album in studio del compositore, arrangiatore statunitense Quincy Jones, pubblicato nel 1981.

## Tracce
1. Ai no corrida (Chaz Jankel, Kenny Young) (con Dune a.k.a. Charles May & Patti Austin)
2. The Dude (Rod Temperton, Patti Austin) (con James Ingram & Michael Jackson)
3. Just Once (Barry Mann, Cynthia Weil) (con James Ingram)
4. Betcha Wouldn't Hurt Me (Stevie Wonder, Stephanie Andrews) (con Patti Austin & Stevie Wonder)
5. Somethin' Special (Rod Temperton) (con Patti Austin)
6. Razzamatazz (Rod Temperton) (con Patti Austin)
7. One Hundred Ways (Kathy Wakefield, Ben Wright, Tony Coleman) (con James Ingram)
8. Velas (Ivan Lins, Vitor Martins) (con Toots Thielemans)
9. Turn On the Action (Rod Temperton) (con Patti Austin)